# Forstrarchaea rubra
Forstrarchaea là một chi nhện đơn loài Forstrarchaea rubra trong họ Malkaridae.